# Back-to-back film production
Back-to-back film production, és la pràctica de filmar dos o més pel·lícules com una única producció, reduint costos i temps. Les trilogies són habituals a la indústria del cinema, particularment en els gèneres de Cinema de ciència-ficció, fantasia, acció, terror, thriller i aventures. Les companyies productores poden optar, si la primera pel·lícula és un èxit financer, per donar llum verda a una segona i una tercera pel·lícula al mateix temps i filmar-les consecutivament. En el cas d'una novel·la llarga es divideixi en diverses entregues per a la seva adaptació cinematogràfica, aquestes entregues normalment es filmaran al mateix temps.

## Fonaments
A la producció cinematogràfica moderna, l'ocupació ara es basa en projectes, és transitòria i es basa en una pel·lícula no en una empresa. Gairebé tots els participants de la indústria són autònoms, que es mouen fàcilment d'un projecte a l'altre i no tenen molta fidelitat a cap estudi en particular, sempre que se’ls pagui.
Això es diferencia de l'antic sistema d'estudi, una forma de producció massiva en què un estudi posseïa tots els mitjans de producció (és a dir, recursos físics reutilitzables com escenaris sonors, vestuari, decorats i accessoris) i portava un gran nombre de repartiment i equip a la seva nòmina en els contractes a llarg termini. Segons l'antic sistema, "un productor tenia el compromís de fer de sis a vuit pel·lícules a l'any amb una plantilla bastant identificable". Segons el nou sistema que el va substituir després del 1955, la realització de pel·lícules es va convertir en un "arranjament a curt termini pel·lícula per pel·lícula" en el qual s'espera que un productor reuneixi un repartiment i un equip completament nous per a cada projecte i llogui els mitjans de producció als contractistes. Només quan calgui. Per agafar una analogia de fàbrica, els estudis van passar d'utilitzar una sola cadena de muntatge amb una plantilla integrada per produir contínuament una pel·lícula rere l'altra a construir i desmuntar cadenes de muntatge separades (cadascuna amb el seu propi personal) per a cada pel·lícula.
L'avantatge del sistema actual és que els estudis cinematogràfics ja no s'han de preocupar de pagar persones que no participen en una producció de pel·lícules actuals, ni de pel·lícules "green-lighting" amb molta freqüència, per tal d'explotar eficientment els costos retrospectius en els seus recursos humans. Els estudis van passar d'un èmfasi a la "velocitat de producció" a una "planificació prèvia al rodatge més cooperativa". Però ara, quan volen una persona en particular per a una pel·lícula, és possible que aquesta persona no estigui disponible perquè ja està compromesa amb una altra pel·lícula per a una altra productora en aquesta franja de temps en particular. Al seu torn, per a cada pel·lícula, els estudis (i, en última instància, els seus inversors, accionistes o patrocinadors) acaben assumint costos de transacció massius, ja que no només han d'aconseguir la persona adequada al preu adequat, sinó al moment adequat, i si no pot aconseguir a aquesta persona, han de lluitar per localitzar un substitut satisfactori. Tots els directors i productors amb èxit tenen alguns membres del repartiment i de l'equip favorits amb qui prefereixen treballar, però això no serveix de res a l'estudi si aquest perfecte actor de personatges, dissenyador de vestuari o compositor musical ja està completament reservat. En comparació amb el sistema anterior, els directors i les estrelles passen una "major part del seu temps negociant cada nou acord de pel·lícula".
Per tant, si una pel·lícula funciona bé a la taquilla i sembla que ha establert una fórmula guanyadora amb un repartiment, un equip i una història particulars, una manera de minimitzar aquests costos de transacció en seqüeles és tornar a reunir la major part de l'equip el més aviat possible (abans que algú mori, es jubili o es comprometi amb d'altres possibles conflictes de programació) i signar-los en una única producció que s'editarà, s'estrenarà i es promocionarà com a múltiples pel·lícules. Això també minimitza el problema de les estrelles envellint visiblement entre seqüeles que no tenen un buit de temps significatiu escrit entre elles.
El pioner de la producció cinematogràfica moderna back-to-back va ser el productor Alexander Salkind, que va decidir durant el rodatge de Els tres mosqueters (1973) dividir el projecte en dos; la segona pel·lícula es va estrenar com Els quatre mosqueters (1974). El repartiment no estava satisfet d'haver estat informat després de fetes que havien estat treballant en dues pel·lícules, i no en una. Com a resultat, el Screen Actors Guild va introduir la "clàusula Salkind", que especifica que es pagarà als actors per cada pel·lícula que facin. Salkind i el seu fill Ilya van continuar produint Superman i Superman II back-to-back

## Exemples
- Superman i II de Superman es van ser filmar simultàniament el 1977 per ser una epopeia en dues parts. No obstant això, a causa de les dificultats fora de la pantalla entre els productors i el director Richard Donner, la producció de la seqüela es va aturar per acabar la primera pel·lícula per a la seva estrena el desembre de 1978. El rodatge de Superman II es va reprendre el 1979 amb un nou director (Richard Lester) i es va estrenar a Austràlia el desembre de 1980 al Regne Unit i els Estats Units l'abril i juny de 1981.
- Després de l'èxit de la pel·lícula Back to the Future de 1985, les dues seqüeles Part II i III van estar en producció des del febrer de 1989 fins al gener de 1990 amb només un descans de tres setmanes en la fotografia principal entre pel·lícules i alguns dels rodatges de la tercera pel·lícula, superposant-se amb el segon. Les dues pel·lícules es van estrenar amb sis mesos de diferència, el novembre de 1989 i el maig de 1990 respectivament.
- La trilogia El Senyor dels Anells es va filmar completament durant 438 dies a Nova Zelanda des de l'octubre del 1999 fins al desembre del 2000 amb captures realitzades abans de l'estrena al cinema de cada pel·lícula del 2001 al 2003. De la mateixa manera, la trilogia de l'Hobbit es va rodar de back-to-back Zelanda des del març del 2011 fins al juliol del 2012.
- The Matrix Reloaded i The Matrix Revolutions es van rodar de forma consecutiva des de març de 2001 fins a l'agost de 2002 i es van estrenar amb sis mesos de diferència, el maig del 2003 i el novembre del 2003, respectivament.
- Pirates of the Caribbean: Dead Man's Chest i Pirates of the Caribbean: At World's End es van rodar consecutivament des del febrer del 2005 fins al gener del 2007, i es van estrenar amb un any de diferència, el juliol del 2006 i el maig del 2007, respectivament.
- Fifty Shades Darker i Fifty Shades Freed es van filmar de forma continuada des del febrer del 2016 fins al juliol del 2016. Les dues pel·lícules es van estrenar amb un any de diferència, el febrer del 2017 i el febrer del 2018, respectivament.
- Avengers: Infinity War i Avengers: Endgame es van rodar consecutivament des de gener de 2017 fins a gener de 2018, amb retransmissions per a la segona pel·lícula que finalitzaria l'octubre de 2018, amb les pel·lícules estrenades un any l'abril de 2018 i l'abril de 2019 respectivament.
- Missió: Impossible 7 i Missió: Impossible 8 s'estan filmant consecutivament. El rodatge estava previst que comencés a finals de febrer de 2020 amb Mission: Impossible 7, però Paramount Pictures va haver de suspendre la producció a causa de la pandèmia COVID-19 a Itàlia. El rodatge es va reiniciar el setembre del 2020 i es preveu que finalitzi a finals d'abril o maig del 2021. Missió: Impossible 8 està previst que comenci la producció a mitjan 2021, amb les pel·lícules estrenades a un any de diferència, el novembre del 2021 i el novembre del 2022, respectivament.